# Anni Gondro
Anni Gondro (* 24. August 1919 in Neustadt O.S./Oberschlesien; † 5. November 2014 in Hannover; Geburtsname: Bakalla) war eine deutsche sozialdemokratische Gewerkschafterin und Frauenrechtlerin.

## Leben
Die Eltern von Gondro betrieben einen Lebensmittelladen. Das Geschäft wurde von den Nationalsozialisten boykottiert, weil die Eltern auch jüdische Kunden bedienten. Der Vater verweigerte sogar den Dienst an der Waffe. Das Elternhaus prägte Gondro. Sie musste als 14-Jährige das Oberlyzeum verlassen und in einer Schuhfabrik arbeiten.
Anni Gondro kam nach dem Zweiten Weltkrieg mit ihren beiden Kindern zunächst nach Bremen. Hier knüpfte sie Netzwerke um die Arbeitsbedingungen für Frauen zu verbessern und arbeitete mit dem damaligen Jugendsekretär der Gewerkschaft Hans Koschnick zusammen. In den fünfziger Jahren arbeitete sie als Verkäuferin bei Karstadt und war stellvertretende Betriebsratsvorsitzende. Gondro war Vorsitzende des Frauenausschusses des DGB in Bremen. 1957 zog sie wegen einer neuen Arbeitsstelle nach Hannover und wurde Personalratsvorsitzende bei den Landesversicherungsanstalten.
Sie war Vorstandsmitglied, Betriebsrätin und Personalratsvorsitzende, sie war ehrenamtliche Arbeitsrichterin, Rundfunkrätin und im AOK-Verwaltungsrat.
Gondro war über 65 Jahre Mitglied und Funktionärin in der Gewerkschaft ÖTV und später der Vereinten Dienstleistungsgewerkschaft, deren älteste Gründungsdelegierte sie war.
Anfang der 1950er-Jahre arbeitete sie als Verkäuferin in einem großen Warenhaus, wo Frauen für die gleiche Arbeit pauschal zehn Prozent weniger als Männer verdienten. Gemeinsam mit dem Deutschen Gewerkschaftsbund (DGB) organisierte Anni Gondro während der Tarifverhandlungen eine Großdemonstration. Der Druck zeigte Wirkung: Die Arbeitgeber lenkten ein, die Gehälter wurden angeglichen und eine Regelung zum Ladenschluss eingeführt.
In Hannover setzte sich Anni Gondro, die den ehemaligen Oberbürgermeister Herbert Schmalstieg zu ihren Freunden zählte, unter anderem gegen einen Verkauf der Stadtwerke Hannover sowie gegen eine Privatisierung der städtischen Altenheime ein.
In Hannover gibt es ein Anni Gondro Pflegezentrum. Die Vereinte Dienstleistungsgewerkschaft (ver.di) setzt sich dafür ein, dass zu ihrem Gedenken eine Straße benannt wird.
Anni Gondro starb im November 2014 im Alter von 95 Jahren in Hannover.

## Auszeichnungen
- 1981: Bundesverdienstkreuz am Bande für den Einsatz in der Personalvertretung, auf Antrag der Landesversicherungsanstalt[7]
- 1997: Niedersächsischer Verdienstorden 1. Klasse auf Vorschlag von Gerhard Schröder[7]
- 2001: Stadtplakette Hannover[7]